# Крум Петишев
Крум Константинов Петишев с псевдоним Боянов е български революционер, деец на Върховния македонски комитет, Вътрешната македоно-одринска революционна организация и Вътрешната македоно-одринска революционна организация.

## Биография

### Във ВМОК и ВМОРО
Крум Петишев е роден на 11 февруари 1886 година в Плевен. Родителите му са бесарабски българи, преселили се в България след Освобождението. През 1901 година, след смъртта на баща си напуска училището си и започва работа в дърводелска фабрика в София. През 1903 година се присъединява към четата на полковник Анастас Янков. В края на 1904 година действа в Горноджумайско и Петричко с четата на поручик Никола Лефтеров.
През 1907 година Крум Петишев е в кичевската чета на Лука Джеров, а по-късно същата година се прехвърля в демирхисарската чета на Димко Могилчето. На 11 септември 1907 година при село Ивени четата води сражение с андартска чета, на помощ на която идва турски аскер. Димко Могилчето и Крум Петишев са тежко ранени и дълго време се лекуват в Битоля, а други десетина четници са убити. Като наказание другият демирхисарски войвода Иван Димов – Пашата унищожава 5 гъркомански села.
Крум Петишев участва в Балканската война със собствена чета в Битолско. Минава в нелегалност преди Сърбия да започне унищожаването на четите на ВМОРО в окупираните територии. През 1914 година Крум Петишев е войвода в Кочанско.
Брат му, Юлиян, през Първата световна война загива на фронта като офицер, в 8-и пехотен полк.

### Във ВМРО
След Първата световна война Крум Петишев участва в дейността на възстановената от Тодор Александров ВМРО като секретар на Битолския революционен окръг. В края на април 1922 година влиза в Македония заедно с четите на Любомир Весов и Петър Станчев, водят сражение в Скопска Черна гора и след това с четите на Петър Шанданов и други се прибират в България. Действа в Охридско и Ресенско. В 1923 година заедно с Ване Стоянов, Тодор Петров – Тошкара, Миле Христов, Васил Пундев, Алексо Стефанов, Александър Протогеров и Георги Попхристов влиза в Битолско от Албания и през септември е делегат на окръжния конгрес в планината Томор. През 1925 година е избран временно за секретар на ръководството на Битолския революционен окръг. Делегат е на конгресите на ВМРО в Сърбиново (1925) и в Крупник (1928).
По време на настъпилата криза във ВМРО след убийството на Александър Протогеров в 1928 година Петишев е на страната на протогеровистите. През март 1930 година се оттегля от революционна дейност принудително, след заплаха от страна на Иван Михайлов.
През януари 1970 година е награден с орден „За гражданска доблест и заслуга“, II степен, по повод годишнината от Илинденско-Преображенското въстание.
Умира в София на 23 май 1975 година. Негов личен архивен фонд се съхранява в Държавна агенция „Архиви“.

## Биография
1. ↑  Николов, Борис Й. ВМОРО: Псевдоними и шифри 1893-1934.   София, Издателство „Звезди“, 1999. ISBN 954-9514-17. с. 19.
2. ↑  Узунови, Ангел и Христо. Псевдонимите на ВМРО.   Скопје, ДАРМ, 2015. с. 82.
3. ↑  Бурилкова, Ива. Спомени на Битолския войвода Крум Петишев за участието му в революционните борби в Македония (1903 – 1930 г.), Известия на държавните архиви, бр. 85 – 86, София 2003, с. 217.
4. ↑  ДВИА, ф. 39, оп. 1, а.е. 325, л. 25; а.е. 170, л. 57
5. ↑  Михайловъ, Иванъ. Спомени, томъ II. Освободителна борба 1919 – 1924 г.  Louvain, Belgium, A. Rosseels Printing Co., 1965. с. 157.
6. ↑  Шанданов, Петър. Богатство ми е свободата. Спомени.   София, Издателство „Гутенберг“, 2010. ISBN 978-954-617-117-7. с. 95, 109.
7. ↑  Шанданов, Петър. Богатство ми е свободата. Спомени.   София, Издателство „Гутенберг“, 2010. ISBN 978-954-617-117-7. с. 121.
8. ↑  Пърличев, Кирил. VІ конгрес на ВМРО (1925).   София, Веда-МЖ, 2005. ISBN 954-8090-03-1. с. 76.
9. ↑  Македония – история и политическа съдба, Том II, ИК „Знание“, София, 1998, стр.167.
10. ↑  Бурилкова, Ива. Спомени на Битолския войвода Крум Петишев за участието му в революционните борби в Македония (1903 – 1930 г.), Известия на държавните архиви, бр. 85 – 86, София 2003, с. 267.
11. ↑  Честване на герои-ветерани от Илинденската епопея //  Бюлетин на Съюза на македонските културно-просветни дружества в България VI (1).   София, СМКПДБ – Централно ръководство, 1970. с. 23.
12. ↑  Николов, Борис Й. Вътрешна македоно-одринска революционна организация: Войводи и ръководители (1893-1934): Биографично-библиографски справочник.   София, Издателство „Звезди“, 2001. ISBN 954-9514-28-5. с. 126.
13. ↑  Биография от сайта на ВМРО-БНД[неработеща препратка]
14. ↑  Парцел 13 //   София помни. Посетен на 8 януари 2016.
15. ↑  Пелтеков, Александър Г. Революционни дейци от Македония и Одринско. Второ допълнено издание.   София, Орбел, 2014. ISBN 9789544961022. с. 351 – 352.
16. ↑  Иванов, Борис. Крум Петишев 1886 - 1975 //  Бюлетин на Съюза на македонските културно-просветни дружества в България IX (12).   София, СМКПДБ – Централно ръководство, октомври 1975. с. 56 – 57.
17. ↑  ДАА, Фонд № 1803К, оп.1